# José María Ruano de la Haza
José María Ruano de la Haza (n. 1944 en Arjona, de la provincia de Jaén) es un hispanista y crítico literario español, catedrático emérito de la Universidad de Ottawa, calderonista y especializado en ecdótica del teatro clásico del Siglo de Oro.

## Biografía
Profesor emérito de la Universidad de Ottawa (Canadá), se doctoró en Literatura Española en la Universidad de Londres. Impartió clases en la Universidad Nacional de Irlanda (Galway) desde 1977 hasta 1985, en la Universidad de Londres (Westfield College) y en la Universidad de las Indias Occidentales (Kingston, Jamaica). Fue catedrático de Literatura Española en el Departamento de Lenguas y Literaturas Modernas de la Universidad de Otawa, donde enseñó desde 1985 hasta su jubilación en enero de 2015. Especializado en edición y transmisión del teatro clásico español del Siglo de Oro, publicó numerosas ediciones críticas de Pedro Calderón de la Barca, como, entre otras, Cada uno para sí (1982), El Purgatorio de San Patricio (1988), La vida es sueño (1992, 1994, 2000 y 2012), Andrómeda y Perseo (1995) y Las Órdenes Militares (2005). En 2010, editó las doce comedias que integran la Verdadera Quinta Parte de Comedias de Calderón para la Biblioteca Castro. Realizó la reconstrucción virtual del corral del Príncipe en Madrid junto con Manuel Canseco en 1999. Ha publicado cientos de artículos y recensiones sobre teatro clásico de Lope de Vega, Tirso de Molina, Luis Vélez de Guevara, Calderón y otros dramaturgos áureos, en numerosos artículos y en libros como Los teatros comerciales del siglo XVII (1994) y La puesta en escena de la Comedia (2000). Dirigió cinco años (1985‐1990) la sección sobre teatro clásico español del Year´s Work in Modern Language Studies de la Modern Humanities Research Association. Es asesor de varias revistas de literatura española (Bulletin of Spanish Studies, Criticón, Romance Quarterly, Revista de Filología Hispánica, Hecho Teatral, Theatralia, Teatro de Palabras, Anuario de Estudios Calderonianos, etc.) sobre temas como copistas, censores, memorillas, actores y directores teatrales, vestuario, música, escenografía, maquinaria teatral, caracterización y conceptos de comedia y tragedia en el teatro áureo.
Durante el cuarto centenario del nacimiento de Calderón estrenó en Almería y luego en Almagro Calderón enamorado (2000) y también estrenó adaptaciones de La Celestina (Almería, 2004 y Santiago de Chile, 2005), y La mujer por fuerza de Tirso de Molina (Madrid, 2008), pieza esta que tradujo al inglés y estrenó en 2015 en Ottawa con el título Whether You Like It or Not. Igualmente tradujo al español el Hamlet de Shakespeare y estrenó su versión la Universidad de Monterrey en México (2014).
Dirigió y organizó dos congresos en Canadá (1998 y 2000) y editó sus actas La independencia de las últimas colonias españolas y su impacto nacional e internacional (1999) y Ayer y hoy de Calderón (2002).  Dirigió Ottawa Hispanic Studies (1988‐2001) y fue director adjunto de la Revista Canadiense de Estudios Hispánicos (1992‐1996). Dirigió también el Departamento de Lenguas y Literaturas Modernas (2001‐2007). Recibió la Encomienda de la Orden del Mérito Civil en 1998 y fue nombrado profesor del año en 2001 de la universidad de Ottawa. Es además académico correspondiente de la RAE (2016) y miembro de la Asociación Internacional de Teatro Español y Novohispano de los Siglos de Oro (AITENSO).

## Obras
- 1980, (Con John E. Varey). Lope de Vega. Peribáñez y el Comendador de Ocaña. Edición crítica con Introducción y Notas (Londres: Támesis Texts, 1980)
- 1982, Pedro Calderón de la Barca. Cada uno para sí. Edición crítica con Introducción y Notas (Kassel: Edition Reichenberger)
- 1988, Pedro Calderón de la Barca. El Purgatorio de San Patricio. Edición crítica con Introducción y Notas (Liverpool: Liverpool University Press)
- 1988, Pedro Calderón de la Barca. El alcalde de Zalamea. Edición con Introducción y Notas (Madrid: Espasa-Calpe)
- 1989, Pedro Calderón de la Barca. El mayor monstruo del mundo. Edición con Introducción y Notas (Madrid: Espasa-Calpe)
- 1989, (Con Michael McGaha). Mira de Amescua. The Devil’s Slave (Ottawa: Dovehouse Press, 1989)
- 1991, Lope de Vega. Peribáñez y el Comendador de Ocaña. Edición con Introducción y Notas (Madrid: Espasa-Calpe, 1991)
- 1992, “El teatro en el siglo XVII”. Historia y Crítica de la Literatura Española. Edición de Aurora Egido (Barcelona: Editorial Crítica), págs. 131-171.
- 1992, La primera versión de “La vida es sueño”, de Calderón (Liverpool: Liverpool University Press)
- 1994, Pedro Calderón de la Barca. La vida es sueño. Edición crítica con Introducción y Notas. (Madrid: Castalia); 2.ª ed. revisada y actualizada, 2000; 3.ª ed. aumentada y puesta al día (Barcelona: EDHASA/Castalia), 2012.
- 1994, con John Jay Allen. Los teatros comerciales del siglo XVII y la escenificación de la Comedia (Madrid: Castalia)
- 1995, Pedro Calderón de la Barca. Andrómeda y Perseo (auto). Edición crítica con Introducción y Notas (Kassel: Edition Reichenberger / Pamplona: Universidad de Navarra)
- 2000, Calderón ¿enamorado? (Ciudad Real: Ñaque Editora)
- 2000, La puesta en escena en los teatros comerciales del Siglo de Oro (Madrid: Castalia)
- 2000, (con Germán Vega García-Luengos y Don W. Cruickshank). La segunda versión de “La vida es sueño” de Calderón (Liverpool: Liverpool University Press)
- 2005, Pedro Calderón de la Barca. Las Órdenes Militares. Edición crítica con Introducción y Notas (Kassel: Reichenberger)
- 2008, Celestina (Vigo: Editorial Académica del Hispanismo)
- 2010, (Con George Peale y William R. Manson). Luis Vélez de Guevara, Virtudes vencen señales. Edición crítica con Introducción y Notas (Newark, Delaware: Juan de la Cuesta)
- 2010, Verdadera Quinta Parte de Comedias de Calderón. Edición crítica con Introducción (Madrid: Biblioteca Castro)
- 2016, Pedro Calderón de la Barca. Jealousy, the Greatest Monster / El mayor monstruo, los celos. Edición crítica con Introducción y Notas de Ann L. Mackenzie y José María Ruano de la Haza. Traducción de Ann L. Mackenzie y Kenneth Muir (Oxford: Oxbow Books, 2016)